# Yamagata Shinkansen
La Yamagata Shinkansen (山形新幹線?) è una linea Mini-shinkansen giapponese, a scartamento normale, che collega Tōkyō e Shinjō. Una "Mini-shinkansen" è una linea convenzionale un tempo a scartamento ridotto (1067 mm) trasformata in una linea a scartamento normale (1435 mm) e sulla quale circolano sia treni ad alta velocità (che proseguono il loro tragitto su una linea ad alta velocità) che treni ordinari; la velocità massima è limitata a 130 km/h.

## Storia

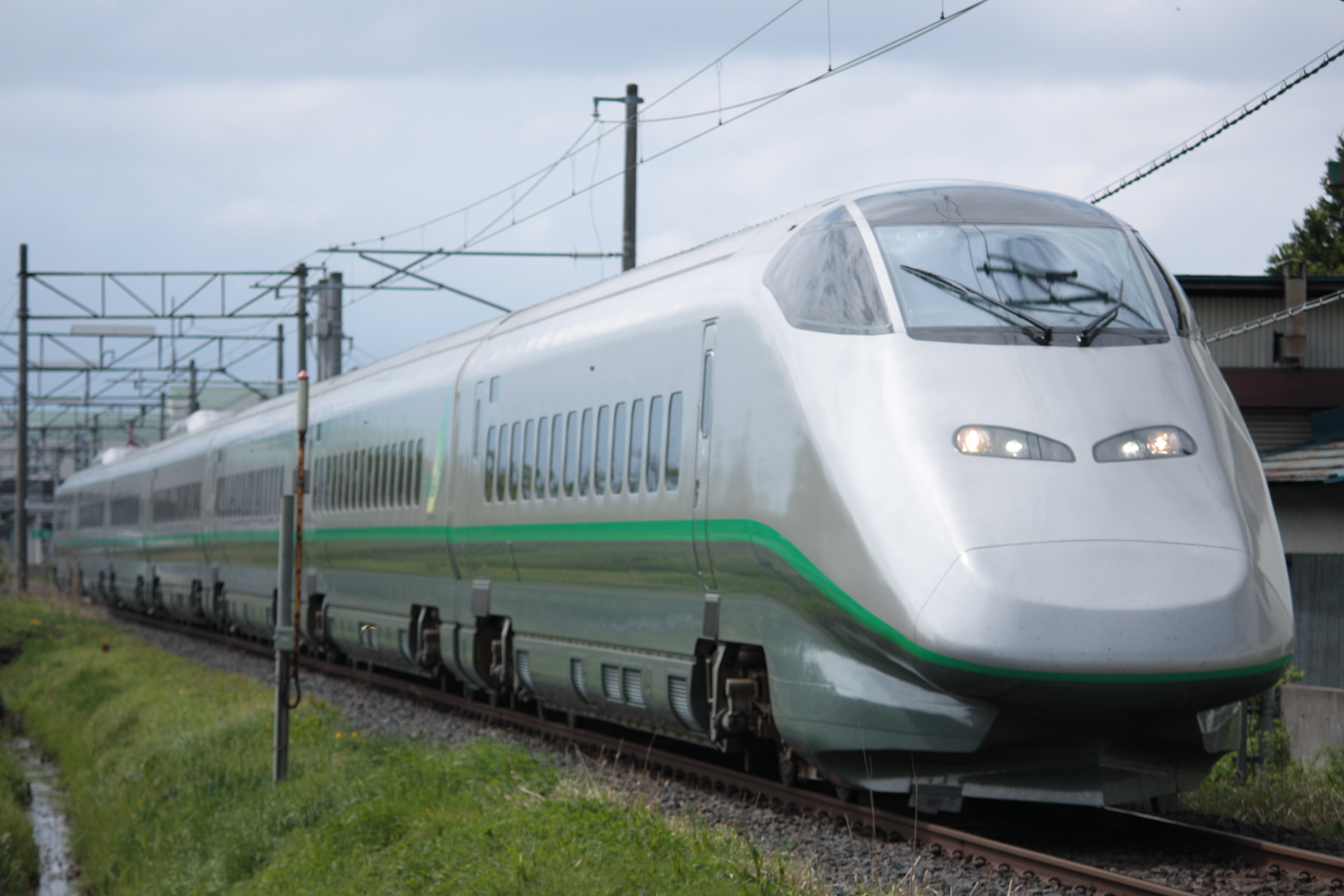
Shinkansen Serie E3-2000 "Tsubasa" (Ala)

- 1º luglio 1992: inizia il servizio ferroviario Tsubasa sulla nuova linea fra Tokyo e Yamagata, effettuato con elettrotreni della serie 400 a 6 casse e accoppiato fino a Fukushima con un treno della serie 200.
- 1º dicembre 1995: la composizione viene aumentata a 7 unità.
- 4 dicembre 1999: la linea ferroviaria viene estesa fino a Shinjō. Contemporaneamente vengono introdotti i nuovi convogli della serie E3-1000.
- 21 settembre 2001: la serie E4 sostituisce la serie 200 sulla Tōhoku Shinkansen.
- 18 marzo 2007: il divieto di fumo viene esteso a tutte le carrozze.
- 20 dicembre 2008: vengono introdotti i nuovi treni della serie E3-2000.
- 18 aprile 2010: i treni della serie 400 vengono ritirati dal servizio.
- 11 marzo 2011: tutti i servizi sono sospesi a causa del terremoto e maremoto del Tōhoku del 2011.
- 31 marzo 2011: ricominciano alcuni servizi tra Fukushima e Shinjō.
- 12 aprile 2011: ricomincia il servizio fra Tōkyō e Shinjō, ma la capacità è dimezzata.
- 23 settembre 2011: ricominciano tutti i servizi, e a piena capacità.

## Percorso
| Stazione            | Giapponese     | Distanza da Tokyo | Distanza da Fukushima | Collegamenti                                                                                | Posizione  | Posizione |
| ------------------- | -------------- | ----------------- | --------------------- | ------------------------------------------------------------------------------------------- | ---------- | --------- |
| Fukushima           | 福島           | 272,8             | 0,0                   | ■ Tōhoku Shinkansen ■ Linea principale Tōhoku ■ Linea principale Ōu ■ Linea Abukuma Express | Fukushima  | Fukushima |
| Yonezawa            | 米沢           | 312,9             | 40,1                  | ■ Linea principale Ōu ■ Linea Yonesaka                                                      | Yonezawa   | Yamagata  |
| Takahata            | 高畠           | 322,7             | 49,9                  | ■ Linea principale Ōu                                                                       | Takahata   | Yamagata  |
| Akayu               | 赤湯           | 328,9             | 56,1                  | ■ Linea principale Ōu ■ Ferrovia Flower Nagai                                               | Nanyō      | Yamagata  |
| Kaminoyama-Onsen    | かみのやま温泉 | 347,8             | 75,0                  | ■ Linea principale Ōu                                                                       | Kaminoyama | Yamagata  |
| Yamagata            | 山形           | 359,9             | 87,1                  | ■ Linea principale Ōu ■ Linea Senzan ■ Linea Aterazawa                                      | Yamagata   | Yamagata  |
| Tendō               | 天童           | 373,2             | 100,4                 | ■ Linea principale Ōu                                                                       | Tendō      | Yamagata  |
| Sakurambo-Higashine | さくらんぼ東根 | 380,9             | 108,1                 | ■ Linea principale Ōu                                                                       | Higashine  | Yamagata  |
| Murayama            | 村山           | 386,3             | 113,5                 | ■ Linea principale Ōu                                                                       | Murayama   | Yamagata  |
| Ōishida             | 大石田         | 399,7             | 126,9                 | ■ Linea principale Ōu                                                                       | Ōishida    | Yamagata  |
| Shinjō              | 新庄           | 421,4             | 148,6                 | ■ Linea principale Ōu ■ Linea Rikuu est ■ Linea Rikuu ovest                                 | Shinjō     | Yamagata  |